# A Deadly Secret
Pour plus de détails, voir Fiche technique et Distribution.
A Deadly Secret (連城訣, Lian cheng jue) est un film hong-kongais réalisé par Mou Tun-fei et sorti le 23 septembre 1980.

## Synopsis
Un magistrat corrompu est si obsédé à vouloir trouver un trésor caché qu'il enterre sa fille vivante, déclenchant une frénésie de destruction.

## Fiche technique
- Titre : A Deadly Secret
- Titre original : 連城訣 (Lian cheng jue)
- Réalisation : Mou Tun-fei
- Production : Run Run Shaw
- Société de production : Shaw Brothers
- Scénario : Ni Kuang, d'après une histoire de Jin Yong
- Musique : Eddie H. Wang
- Pays d'origine : Hong Kong
- Format : Couleurs - 2,35:1 - Mono - 35 mm
- Genre : Kung-fu
- Durée : 90 minutes
- Dates de sortie :
  - 23 septembre 1980 (Hong Kong)

## Distribution
- Ng Yuen-chun : Di Yun
- Liu Lai-ling : Qi Fang
- Jason Pai : Ding Dian
- Shih Szu : Ling Shuanghua
- Yueh Hua : Ling Tuisi
- Cho Tat-wah : Wan Zhenshan
- Wei Hung : Yan Daping
- Tong Kam-tong : Qi Zhangfa
- Tik Wai : Wan Gui
- Ngai Fei : Bu Yuan
- Kwan Fung : Mei Niansheng
- Jim Sam : Baoxiang